# Tratado de Fontainebleau (1814)
- Nota: Para outros significados de Tratado de Fontainebleau, consulte Tratado de Fontainebleau.

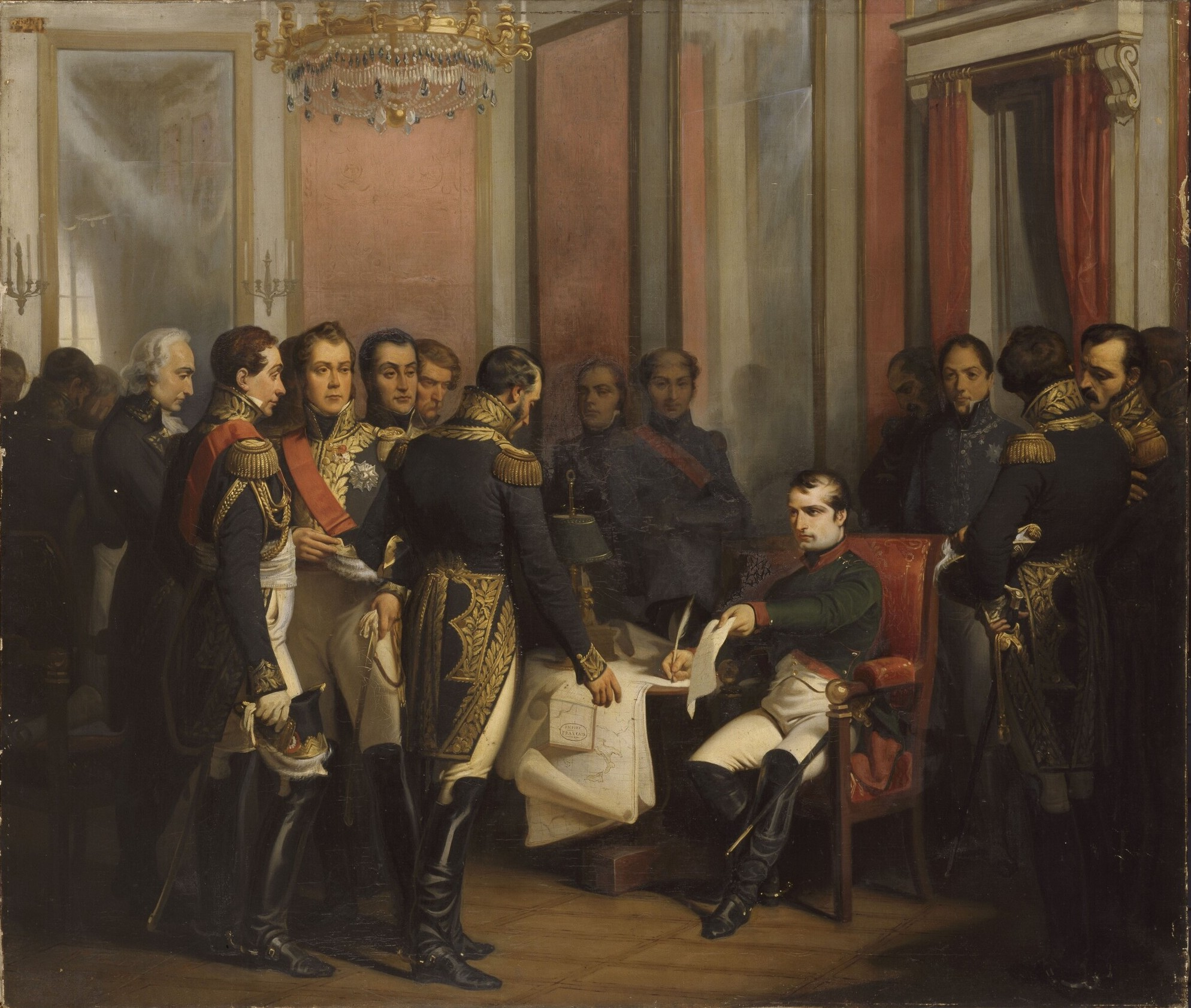
A abdicação de Napoleão, em abril de 1814.

O Tratado de Fontainebleau foi um acordo firmado entre as potências europeias em Fontainebleau, França, que reconheceu a abdicação de Napoleão Bonaparte do trono francês e o mandou para o exílio na ilha de Elba, no Mar Mediterrâneo, em 11 de abril de 1814. O tratado não despojou o imperador de seu título. A ele foi permitido manter a soberania da ilha, sem ser molestado. Também foi deixado que ele mantivesse um pequeno exército para proteção, além de uma corte e vários ajudantes e serviçais.
Quase um ano mais tarde, contudo, o imperador retornaria a Paris dando início ao Governo dos Cem Dias. Ao chegar na França e conseguir a adesão dos veteranos do exército francês (o Grande Armée), Napoleão marchou para a capital francesa e forçou a fuga do então rei Luís XVIII. O novo governo durou pouco, pois a Sétima Coalizão foi erguida pelas potências europeias, lideradas pelo Reino Unido, a Áustria, Prússia e Rússia. Por fim, derrotado na batalha de Waterloo, Napoleão Bonaparte abdicou novamente e foi exilado de novo, dessa vez na ilha de Santa Helena, na costa da África, longe do continente europeu. Dessa vez, Bonaparte não tentaria uma nova fuga, ficando na pequena ilha até sua morte, em 1821.